# The Fall Guy (film 1912)
The Fall Guy è un cortometraggio muto del 1912. Il nome del regista non viene riportato.
Venne prodotto da William Foster che fondò la prima compagnia afroamericana della storia del cinema con attori, registi, tecnici e manager tutti rigorosamente all black.

## Produzione
Il film fu prodotto da William Foster.

## Distribuzione
Il cortometraggio venne distribuito nel 1912.